# Butler (Misuri)
Butler es una ciudad ubicada en el condado de Bates en el estado estadounidense de Misuri. En el Censo de 2010 tenía una población de 4219 habitantes y una densidad poblacional de 399,65 personas por km².

## Geografía
Butler se encuentra ubicada en las coordenadas 38°15′34″N 94°20′22″O / 38.25944, -94.33944. Según la Oficina del Censo de los Estados Unidos, Butler tiene una superficie total de 10.56 km², de la cual 10.53 km² corresponden a tierra firme y (0.22%) 0.02 km² es agua.

## Demografía
Según el censo de 2010, había 4219 personas residiendo en Butler. La densidad de población era de 399,65 hab./km². De los 4219 habitantes, Butler estaba compuesto por el 94.45% blancos, el 2.65% eran afroamericanos, el 0.52% eran amerindios, el 0.21% eran asiáticos, el 0.02% eran isleños del Pacífico, el 0.47% eran de otras razas y el 1.66% pertenecían a dos o más razas. Del total de la población el 2.32% eran hispanos o latinos de cualquier raza.